# Olgersdorf
Olgersdorf ist eine Ortschaft und eine Katastralgemeinde der Marktgemeinde Asparn an der Zaya im Bezirk Mistelbach in Niederösterreich. Die Ortschaft hat 253 Einwohner (Stand 1. Jänner 2024). Bis Ende 1971 war Olgersdorf eine selbständige Gemeinde.

## Geografie
Das an der Landesstraße L35 liegende Dorf befindet sich westlich von Asparn und wird im Süden von der Zaya umflossen. Im Ort zweigt die L3084 nach Norden ab.

## Geschichte
Franz Xaver Schweickhardt beschrieb die Einwohner als mittelmäßig bestiftete Bauern, die überwiegend Ackerbau betrieben, und aus mehreren Weinhauern.
Laut Adressbuch von Österreich waren im Jahr 1938 in der Ortsgemeinde Olgersdorf eine Gastwirtin, zwei Gemischtwarenhändler, ein Schmied, ein Schneider und drei Schneiderinnen, ein Schuster und einige Landwirte ansässig. Zudem gab es zwei Mühlen mit Elektrizitätswerk.
Mit 1. Jänner 1972 wurden im Zuge der Niederösterreichischen Kommunalstrukturverbesserung die bis dahin selbständigen Gemeinden Olgersdorf und Michelstetten nach Asparn an der Zaya eingemeindet.